# Ita (bromfietsmerk)
Ita is een historisch Nederlands merk van bromfietsen.
De bedrijfsnaam was: Italmotor C.V, Winterswijk, later Brofi C.V, Hilversum. 
Dit Nederlandse bedrijf was eigendom van Wim Timmer. Aanvankelijk werden er voor het merk Typhoon-bromfietsen geassembleerd. De productie van Typhoon werd verplaatst naar de voormalige Eysink-fabriek in Amersfoort en aanvankelijk gingen Timmer en nog enkele werknemers mee. De samenwerking tussen Timmer en Typhoon-eigenaar Knibbe was niet optimaal en zo ging Timmer in 1955 terug naar Winterswijk waar hij zijn eigen bedrijf Italmotor opzette. De naam  "Ita" zou kunnen komen van de Italiaanse echtgenote van Timmer. Zij was waarschijnlijk ook betrokken bij de aankoop van FBM-blokken in Italië, waar overigens ook de frames gekocht werden. In 1956 kwam de productie van de Ita-bromfietsen op gang. Per week werden er ca. twintig geproduceerd. In 1957 verongelukte Timmer, maar al voor die tijd werden er Ita-bromfietsen van het merk Bambino voorzien. De fabriek sloot kort daarop, maar bij de cv-installateur Ouwersloot (ook in Winterswijk) werden nog een tijdje als nevenactiviteit Ita’s geproduceerd. Toch werd eind 1957 de productie hiervan gestaakt. 
In 1959 doken er nog enkele Ita-bromfietsen op tijdens de RAI. Zij werden geleverd door de firma Brofi C.V. uit Hilversum. Mogelijk was dit een restpartij, maar er stond ook een 75cc-model bij. Dit kwam niet verder dan het prototypestadium. 
Er zijn in de jaren vijftig ook bromfietsen met het merk "Bambino" geproduceerd door een Nederlands bedrijf met de naam "Hostaco". Of er een verband was met Italmotor is niet bekend.